# 霍金斯手榴彈

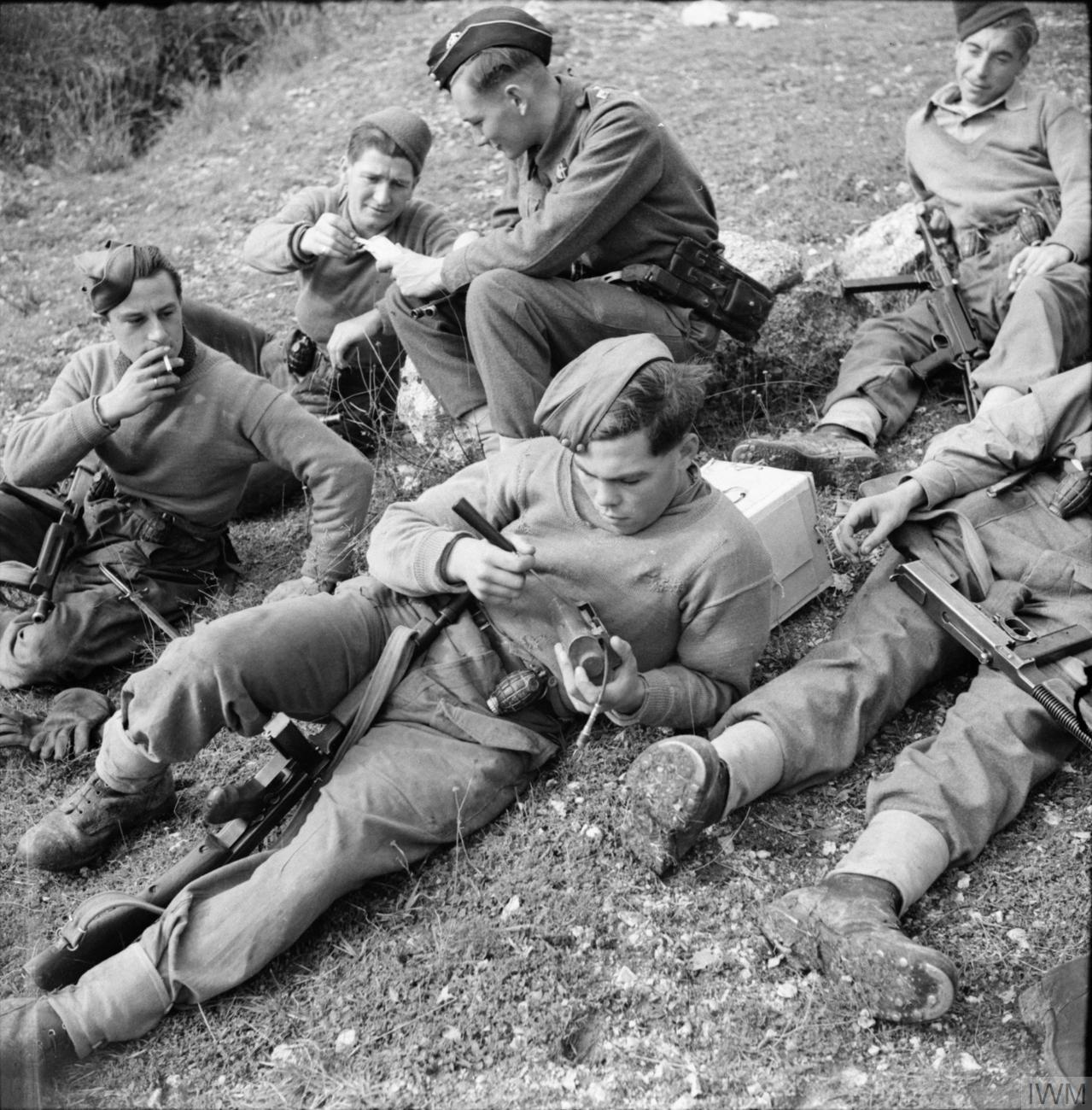
1943年12月16日，剛從義大利的敵方領地回來休整的東薩里步兵團戰鬥巡邏隊。照片中央的士兵手中拿著的就是霍金斯手榴彈

75號反戰車手榴彈（英語：Grenade, Hand, Anti-Tank, No. 75），又稱霍金斯手榴彈（Hawkins grenade），為英軍用於第二次世界大戰的一款反戰車手榴彈。敦克爾克大撤退後，英軍研發了一系列手榴彈供英國陸軍和英国国民军使用，霍金斯手榴彈即為其中之一。該款手榴彈在1942年首次投入作戰，用途在設計上也比73號手榴彈或黏性炸彈等舊型手榴彈更多。
霍金斯手榴彈外型為長方形，長、寬為150（5.9英寸）和75（3.0英寸），內部裝有約0.45（0.99英磅）的炸藥。當有載具壓過手榴彈時，手榴彈的化學引信會釋放酸性物質觸發高靈敏性的化學物質，以此引爆手榴彈內的炸藥。多顆霍金斯手榴彈能夠擊毀戰車或打斷它們的履帶，除此之外也能當作炸藥使用。英國和美國陸軍皆有採用霍金斯手榴彈，前者持續使用到1955年，後者則以霍金斯手榴彈研發出自己的M7反戰車地雷。

## 研發過程
法國戰役結束後，英國遠征軍自1940年5月26日起到6月4日，陸續從敦克爾克的港口撤離，德軍對大不列顛發動入侵的可能性大增。然而英軍的狀態並不足以抵禦德軍入侵英國本土，敦克爾克大撤退後的幾周裡，英國能夠部屬的部隊僅有27個師。英軍的反戰車炮大量短缺，他們之前從法國撤退時，在當地拋棄了840門反戰車炮，本土可用的反戰車炮僅剩167門；同時反戰車炮的炮彈也極度不足，甚至士兵在訓練時，都被禁止使用炮彈。
由於上述的問題，為了供英國陸軍和英国国民军擊退德國裝甲載具，許多新的反戰車武器陸續被研發出來。其中許多都是反戰車手榴彈，且大多都能在短時間內製造出來，同時造價也十分低廉。例如73號手榴彈，該款手榴彈內部裝滿了TNT炸藥，尺寸則比保溫瓶小一些。或是常被稱作「黏性炸藥」的74號反坦克手榴彈，其外層塗有高黏性的物質，以沾黏在載具上。霍金斯手榴彈在1942年開始投入作戰，在設計上也具有更多用途。

## 設計
霍金斯手榴彈的外型為長方形，長和寬大約為150（5.9英寸）以及75（3.0英寸），重量約1.02（2.2英磅）。手榴彈使用的爆炸藥通常重約0.45（0.99英磅），多以阿芒拿爾炸藥或是TNT製成。手榴彈上方有一個蓋子，下面有一個能夠插入化學引信的地方，能夠用來引爆手榴彈。當有載具開過手榴彈時，載具的重量會把蓋子和引信壓破，接著釋放出酸性物質到一種高靈敏的化學物質，藉此引爆手榴彈的炸藥。霍金斯手榴彈能夠跟一般的反坦克手榴彈一樣，往載具的方向丟擲進行攻擊，也能夠當作反坦克地雷放置使用。。配合雷管或是導爆索使用，也能把霍金斯手榴彈當作炸藥來使用。使用手榴彈時，軍方建議不要距離目標太遠，用來攻擊躲藏在壕溝裡的目標較為合適，而要攻擊裝甲載具時，最好攻擊引擎所在的位置，或是裝甲較薄的後側和兩側。

## 服役歷史

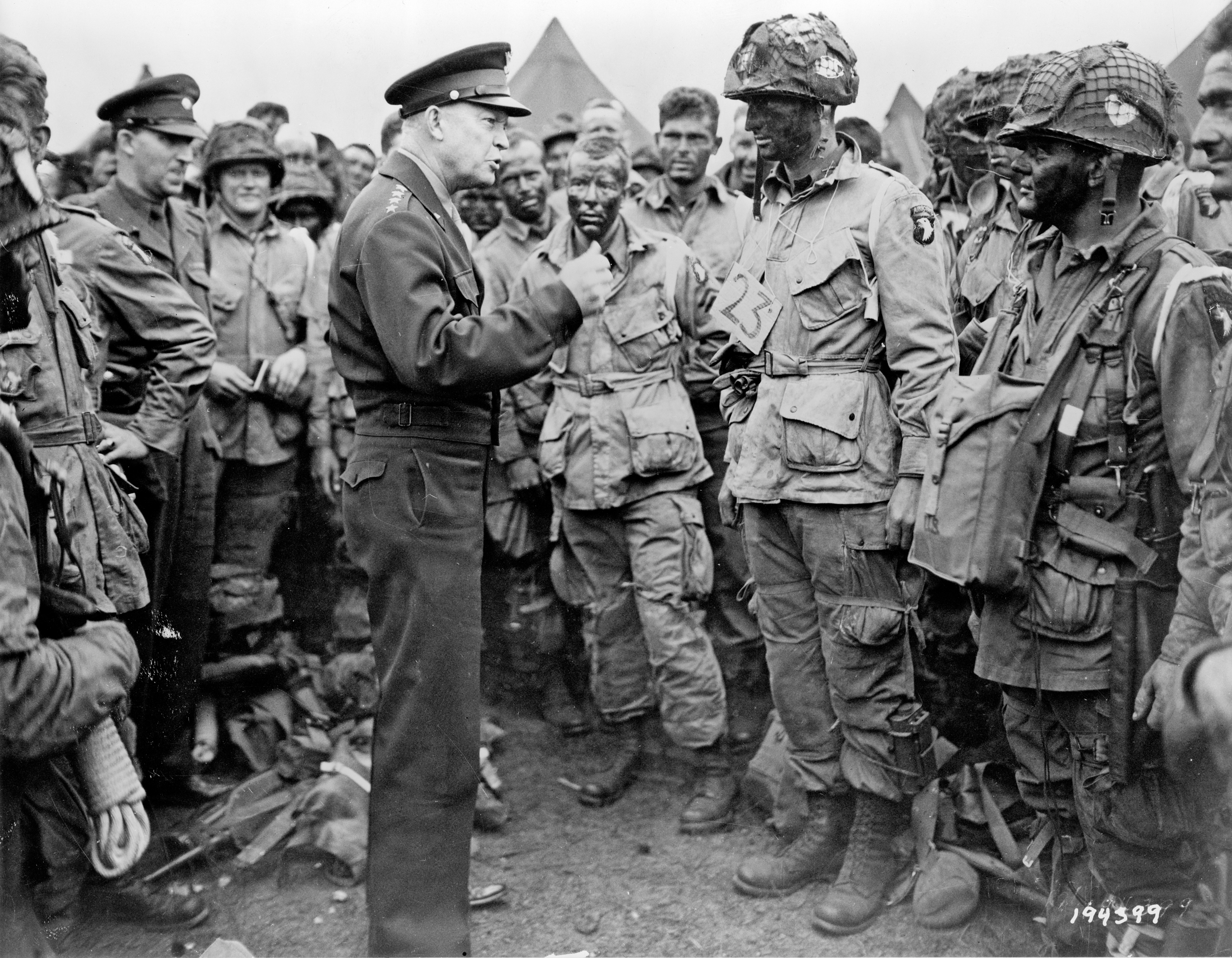
華萊士·斯特羅伯爾中尉與盟軍遠征部隊最高司令部司令德懷特·艾森豪威爾談話的畫面。華萊士左小腿上則綁著一個霍金斯手榴彈

霍金斯手榴彈在1942年投入使用，於1955年自英國陸軍中退役。美國陸軍則根據霍金斯手榴彈，自行研發出M7地雷。有一種用法是把霍金斯手榴彈間隔2英尺（0.61）串在一起，然後橫放在道路上來攻擊裝甲載具。這種攻擊方式對戰車履帶十分有效，甚至手榴彈的數量足夠的話，還能夠癱瘓一輛中型戰車。此外，霍金斯手榴彈還有其他用途，例如在牆上開洞，或是利用它體積小的優勢，能夠輕易地放置到鐵路上引爆，藉此破壞鐵軌。

## 使用方
- 英国[2]
- 美国[2]

## 資料來源
1. 1 2  Rottman, World War II Infantry Anti-Tank Tactics, p. 43
2. 1 2 3 4 5 6  Rottman, World War II Infantry Assault Tactics, p. 25
3. ↑  Mackenzie, p. 20
4. 1 2  Lampe, p. 3
5. ↑  Hogg, pp. 237-239
6. ↑  Mackenzie, p. 92
7. ↑  Hogg, pp. 239-240
8. 1 2 3 4  Bishop, p. 214
9. 1 2 3 4 5  Hogg, p. 240
10. ↑  Hogg, p. 241
11. ↑  Rottman, World War II Infantry Anti-Tank Tactics, pp. 61-62
12. ↑  Bull, p. 32
13. ↑  Lowry, p. 16